# Abrahamsbergsskolan

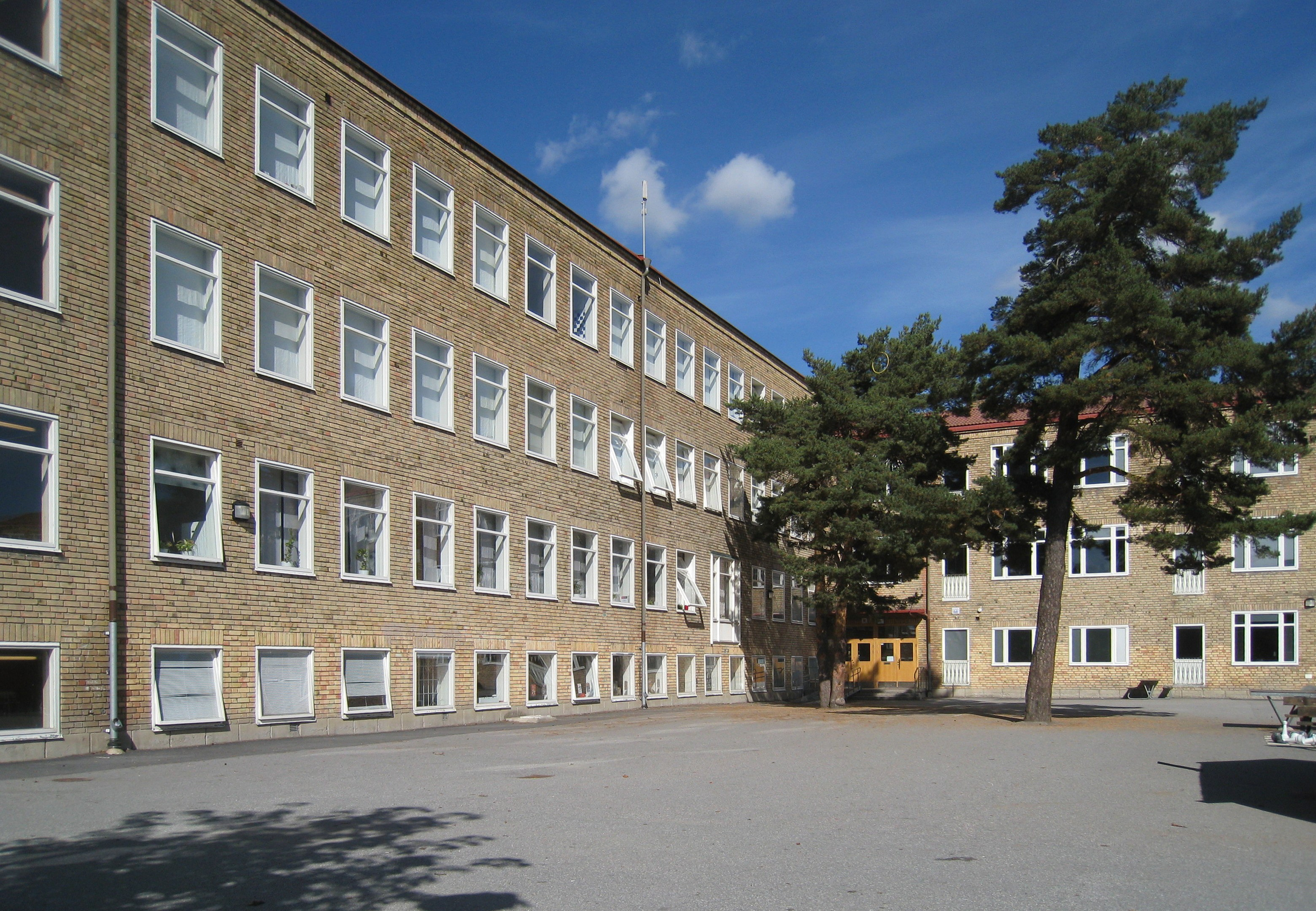
Abrahamsbergsskolan byggdes 1946 i gult tegel, liksom den övriga bebyggelsen i Abrahamsberg. Skolan består av två hus, det första byggdes 1946 och det andra 1963. Arkitekt till båda byggnaderna var Paul Hedqvist. Vy av skolbyggnaden i september 2013.

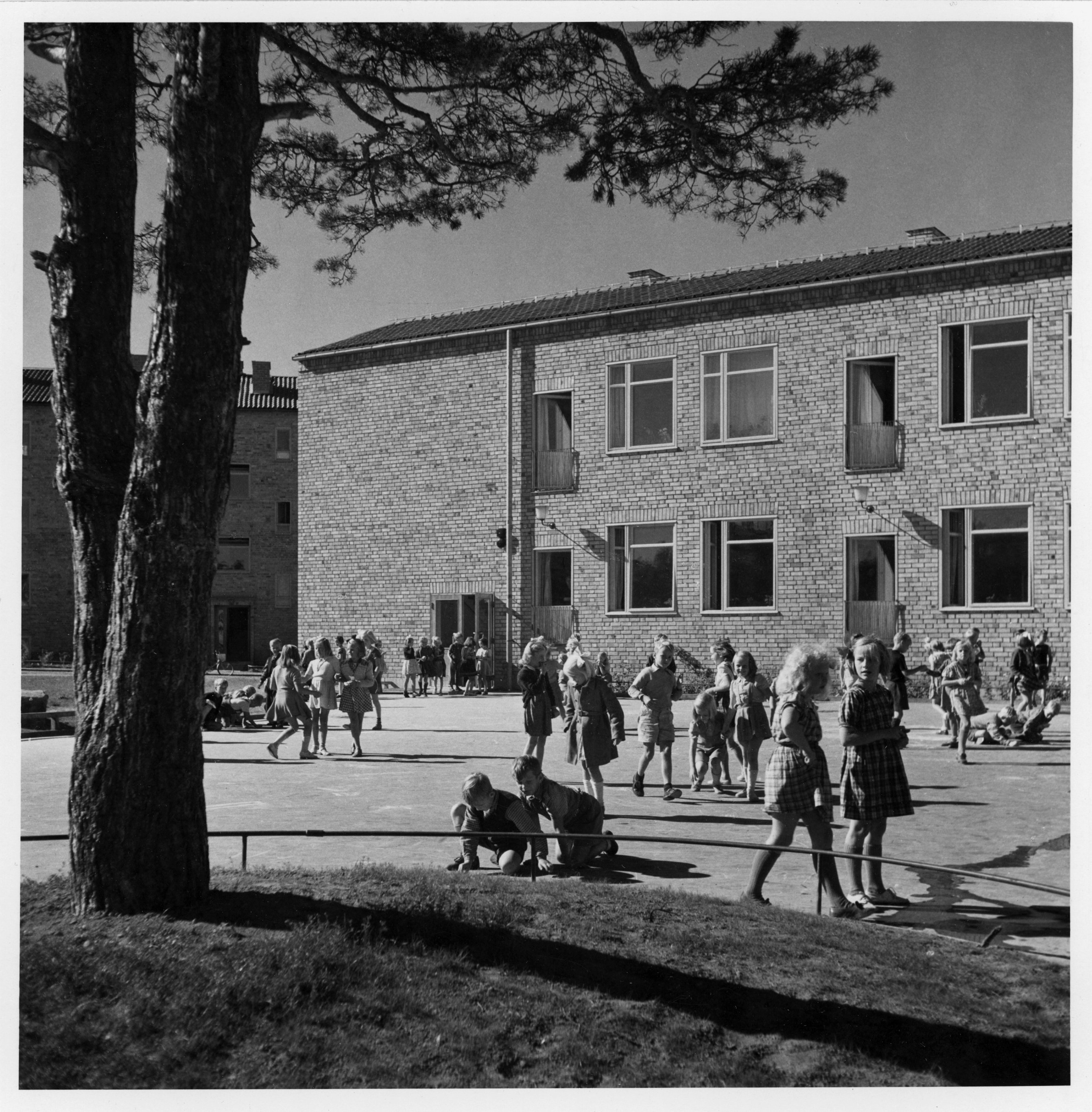
Äldre bild från dåvarande Abrahamsberg folkskolas skolgård.

Abrahamsbergsskolan är en kommunal grundskola i stadsdelen Abrahamsberg i Bromma, väster om Stockholm med omkring 700 elever. Skolan har undervisning i årskurserna 1-9 samt förskoleklass.
Abrahamsbergsskolan byggdes 1946 tillsammans med bostadsområdet Abrahamsberg och skolbyggnaden smälter väl in i den tidsenliga bebyggelsen med gult tegel från 1940-talet. Skolan ligger på Gustav III:s väg 2–4 och i hörnet av Ritarvägen 9–11, i kvarteret Läroboken 13. Skolbyggnaden ritades av arkitekt Paul Hedqvist och invigdes 1946. Skolbyggnaden blev helt färdig 1948.
Paul Hedqvist ritade även Ålstensgatans radhus och några andra skolor i Bromma, till exempel Olovslundsskolan (1931) på Gustav III:s väg 2–4, Bromma gymnasium (1936) på Nyängsvägen 152–154, Äppelviksskolan (1941) på Alviksvägen 97 och Riksbyskolan (1944) på Riksbyvägen 40–42.

## Byggnadshistorik
Både skolan och husen i Abrahamsbergs bostadsområde, som byggdes på 1940-talet, byggdes med tjockare väggar än de första smalhusen och de byggdes i gult tegel. Stadsdelen kallas ibland för ”den gula staden”. Skolans byggherre var Stockholms folkskoledirektion och byggmästaren var Martin Brettow. Skolan består av två hus. 1963 byggdes ett hus till på tomten, arkitekten var även då Paul Hedqvist, men byggmästaren var Bertil Adamsson. Även det huset byggdes i gult tegel i samma stil som det första huset från 1946. Byggnaden har franska balkonger med gröna smidesräcken samt utvändiga entrétrappor i natursten.
År 1977 byggdes ett fritidshem på skolgården (tomten). 1984 byggdes bland annat personallokalerna om. 1993 genomgick skolbyggnaden en ombyggnad för 6-årsverksamheten. 1998 upprustades några salar i skolan för NO-undervisningen och hemkunskapen, skolgården fick en upprustning och en ny paviljong ställdes upp. 1999 ändrades vaktmästarbostaden i bottenvåningen till kontor, expeditionen byggdes om och hus C utökades med några klassrum. I början på 2000-talet flyttades vaktmästeriet för att göra nytt klassrum, skolgården renoverades samt indragning av IT skedde. Vaktmästeriet byggdes om, duschutrymmen vid gymnastiken renoverades samt ett flertal andra renoveringar skedde även.

## Tidig lärarhistorik
- Överlärare Edvin Wide var skolans första rektor åren 1946–1959.
- Margit Blomstrand var skolsekreterare under åren 1946–1986.